# Emanuel Ludolf
Emanuel hrabě Ludolf (německy Emanuel Konstantin Franz Graf von Ludolf) (3. října 1823, Linec, Rakousko – 17. května 1898, Vercelli, Itálie) byl rakouský šlechtic a rakousko-uherský diplomat. Celoživotně působil v diplomatických službách, zastával řadu funkcí v evropských zemích i v zámoří, nakonec byl rakousko-uherským velvyslancem ve Španělsku (1874–1882) a Itálii (1882–1886).

## Biografie
Měl původ v německé rodině, která od 18. století působila ve službách habsburské monarchie a v roce 1778 obdržela hraběcí titul. Pocházel z početné rodiny c.k. polního podmaršála hraběte Františka Xavera Ludolfa (1784–1863). Studoval na Orientální akademii ve Vídni a od roku 1845 působil v diplomatických službách, zastával nižší funkce v Istanbulu a Bukurešti, od roku 1859 byl velvyslaneckým radou v Paříži. V letech 1863–1867 byl generálním konzulem ve Varšavě, poté byl vyslancem a zplnomocněným ministrem v Brazílii (1868–1872). Poté se vrátil do Evropy a v letech 1872–1874 byl rakousko-uherským velvyslancem v Turecku. V roce 1874 přešel na pozici velvyslance ve Španělsku (1874–1882), nakonec byl velvyslancem v Itálii (1882–1886). K datu 9. listopadu 1886 odešel do výslužby. 

## Rodina
Emanuel Ludolf byl svobodný a bezdětný. Měl osm sourozenců. Mladší bratři Karl (1825–1908) a Otto (1830–1913) sloužili v c. k. armádě a dosáhli hodnosti podplukovníka. Nejmladší ze sourozenců Oskar (1846–1920) završil vojenskou službu v hodnosti generálmajora (1901).
Jeho teta Karolina Vilemína (1785–1868) byla manželkou ruského šlechtice a diplomata hraběte Gustava Stackelberga (1766–1850), ruského vyslance v Prusku (1807–1810) a Rakousku (1810–1818). Z jejich potomstva byl diplomatem také syn hrabě Ernst Johann Stackelberg (1813–1870), ruský velvyslanec v Rakousku (1864–1868) a Francii (1868–1870).

## Tituly a ocenění
Od narození užíval šlechtický titul hraběte, který rodina získala v roce 1778. Jako velvyslanec ve Španělsku obdržel v roce 1874 titul c. k. tajného rady s nárokem na oslovení Excelence. Během působení v diplomatických službách získal několik vyznamenání v Rakousku-Uhersku i od zahraničních panovníků.

### Rakousko-Uhersko
- rytířský kříž Leopoldova řádu (1862)
- Řád železné koruny I. třídy (1874)
- velkokříž Leopoldova řádu (1880)

### Zahraničí
- velkokříž Řádu Karla III. (Španělsko)
- velkokříž Řádu růže (Brazílie)
- Řád Medžidie I. třídy (Osmanská říše)
- Řád lva a slunce I. třídy (Persie)
- velkokříž Řádu svatého Josefa (Toskánsko)